# ويليام هنري هاو
ويليام هنري هاو (بالإنجليزية: William Henry Howe)‏ هو رسام أمريكي، ولد في 1846 في رافينا في الولايات المتحدة، وتوفي في 1929 في برونكسفيل في الولايات المتحدة.

## معرض صور

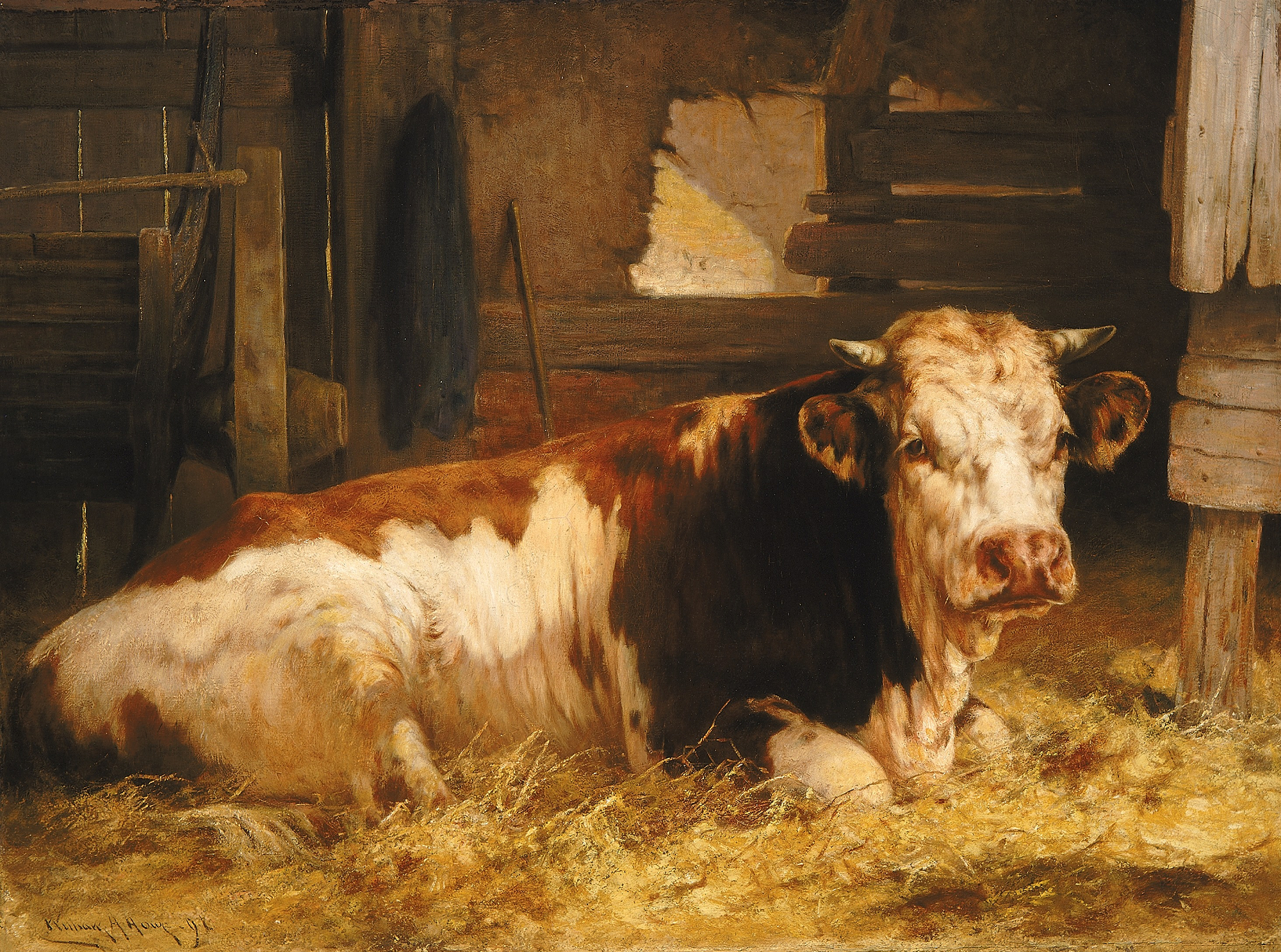
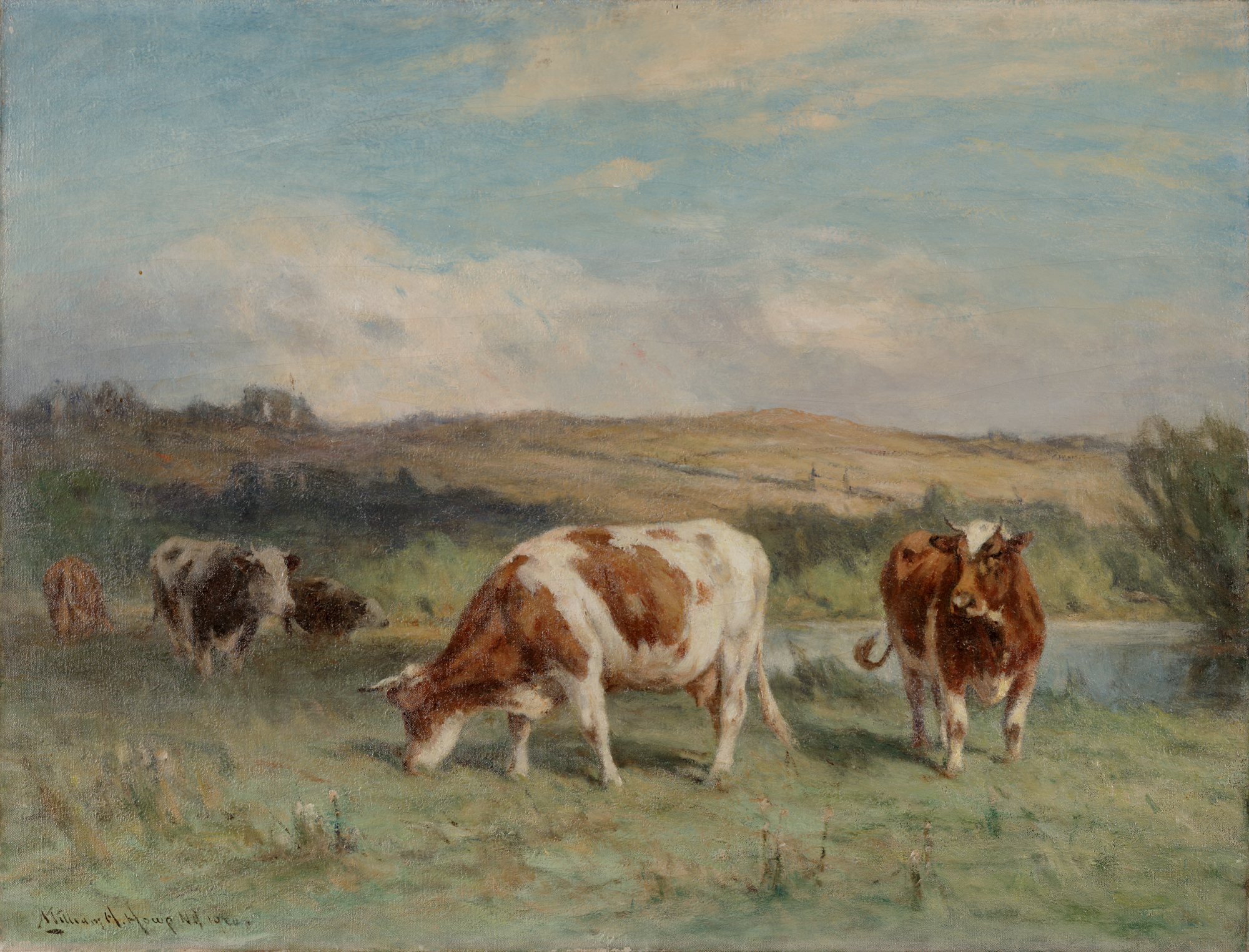
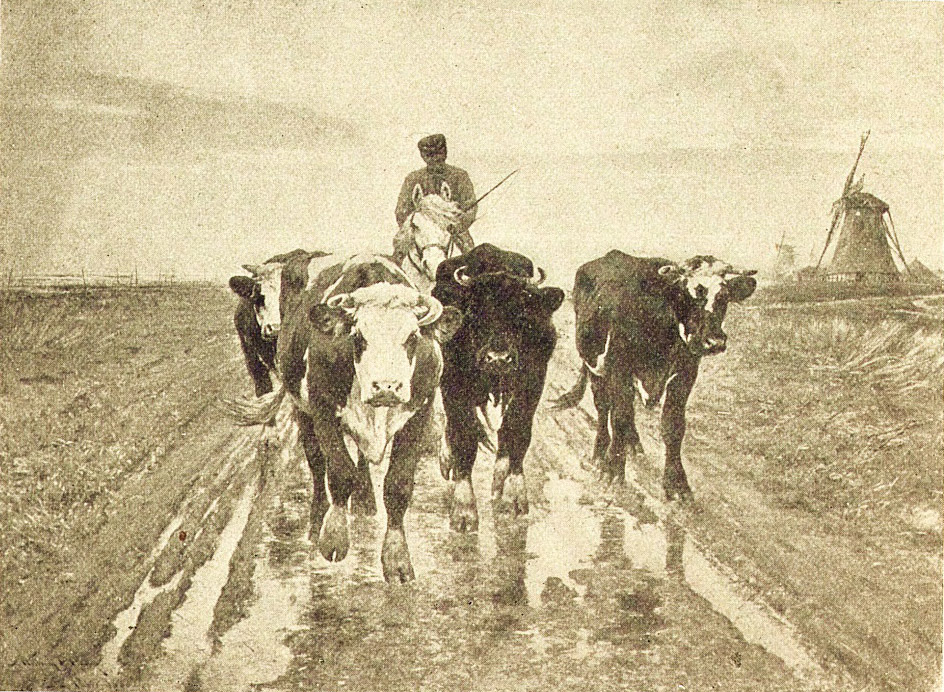